# Isak Dahlqvist
Isak Mikael Dahlqvist, född 25 september 2001, är en svensk fotbollsspelare som spelar för Örgryte IS.

## Karriär
Isak Dahlqvists moderklubb är Öckerö IF. Inför säsongen 2017 gjorde han flytten till IFK Göteborg.
Efter några år i Blåvitts ungdomsakademi debuterade Dahlqvist i A-laget i en träningsmatch mot Ålborg den 26 januari 2020. I juni samma år skrev han ett lärlingskontrakt som sträckte sig säsongen ut. Tävlingsdebuten kom den 30 september 2020 mot Husqvarna FF i Svenska Cupen. Innan säsongen var slut fick Dahlqvist också debutera i Allsvenskan. I säsongens sista match, mot IK Sirius den 6 december 2020, gjorde Dahlqvist nämligen ett kort inhopp.
En knapp månad efter den allsvenska debuten skrev Dahlqvist på ett treårskontrakt med IFK Göteborg. I januari 2022 värvades Dahlqvist av Örgryte IS, där han skrev på ett treårskontrakt. I januari 2023 förlängde Dahlqvist sitt kontrakt i klubben fram över säsongen 2025.

## Personligt
Hans storebröder Hampus Dahlqvist och Edvin Dahlqvist är också fotbollsspelare. Likt Isak spelade de ungdomsfotboll i IFK Göteborg. Mellanbrodern Edvin gjorde också en allsvensk match för IFK Göteborg.

## Statistik
| Klubb              | Säsong             | Liga               | Liga    | Liga | Nationell cup | Nationell cup | Övrigt  | Övrigt | Totalt  | Totalt |
| Klubb              | Säsong             | Division           | Matcher | Mål  | Matcher       | Mål           | Matcher | Mål    | Matcher | Mål    |
| ------------------ | ------------------ | ------------------ | ------- | ---- | ------------- | ------------- | ------- | ------ | ------- | ------ |
| IFK Göteborg       | 2020               | Allsvenskan        | 1       | 0    | 1             | 0             | —       | —      | 2       | 0      |
| IFK Göteborg       | 2021               | Allsvenskan        | 3       | 0    | 2             | 0             | —       | —      | 5       | 0      |
| IFK Göteborg       | Totalt             | Totalt             | 4       | 0    | 3             | 0             | —       | —      | 7       | 0      |
| Örgryte IS         | 2022               | Superettan         | 23      | 5    | 4             | 0             | 2       | 0      | 29      | 5      |
| Örgryte IS         | 2023               | Superettan         | 25      | 2    | 1             | 0             | 1       | 0      | 27      | 2      |
| Örgryte IS         | 2024               | Superettan         | 28      | 5    | 4             | 0             | —       | —      | 32      | 5      |
| Örgryte IS         | 2025               | Superettan         | 3       | 1    | 3             | 0             | —       | —      | 6       | 1      |
| Örgryte IS         | Totalt             | Totalt             | 79      | 13   | 12            | 0             | 3       | 0      | 94      | 13     |
| Totalt i karriären | Totalt i karriären | Totalt i karriären | 83      | 13   | 15            | 0             | 3       | 0      | 101     | 13     |

1. ↑  Nedflyttningskvalmatcher mot Sandvikens IF.[8][9]
2. ↑  Nedflyttningskvalmatch mot Nordic United.[10]